# 风流寡妇

风流寡妇（Die lustige Witwe）是弗朗兹·莱哈尔一部三幕的轻歌剧。剧本由维克多·里昂和莱奥·斯坦根据Henry Meilhac的轻松喜剧L'attaché d'ambassade改编而成的。首演于1905年12月30日在维也纳的维也纳剧院。歌剧长约80分钟。

## 人物
- 汉娜·伽瓦里（Hanna Glawari），女高音
- 丹尼洛·丹尼洛维奇伯爵（Count Danilo Danilovitch），使館秘書， 男高音／男中音
- 泽塔男爵（Baron Mirko Zeta），旁特維德林驻巴黎大使， 男中音
- 瓦伦切娜（Valencienne），泽塔男爵夫人，女高音
- 卡米尔·德·罗斯隆（Camille de Rosillon），男高音
- 农耶古（Njegus），大使秘書，说角

## 劇情
故事发生于巴黎。种种前因，如家庭出生，阻挡着伯爵丹尼洛与领地前女仆汉娜交往。他试图通过巴黎的轻佻女郎忘却这一不快。同时汉娜却和一个富有的银行家结婚。银行家在婚礼当天就逝世了。在驻巴黎大使一个宴会上他们两人重遇。汉娜现在是富甲一方的寡妇，在场的男士莫不想和她结婚。巴黎大使却是个爱国者。他不能忍受一笔这么大的财产流出自己祖国。他要求丹尼洛尽全力和汉娜结婚。丹尼洛开始还铁口说不，但慢慢又重燃了自己对汉娜的旧情，又不敢直言。后来两人还是走到一起，丹尼洛答应娶汉娜为妻。汉娜说，根据前夫遗嘱，她一旦结婚，财产就被剥夺了。但丹尼洛还是要娶她。汉娜这才说，财产虽然被剥夺，却会转到其新夫婿身上。歌剧以大团圆结束。

### 第一幕
在旁特維德林公國駐巴黎大使館中，大使傑塔男爵正為一件事傷透腦筋，同樣住在巴黎的同鄉過世，留下一筆相當龐大的財產，甚至可以左右該國的經濟，這筆遺產留在其遺孀漢娜的手上，對於漢娜的再婚問題，關係到整國的經濟，傑塔男爵無論如何當必須防止這筆資金外流。
他心裡想著，如果能讓漢娜的舊情人丹尼洛伯爵和她結婚，則這件事情就可圓滿解決，但是現任書記官丹尼洛卻天天花天酒地，在巴黎的酒吧中和女人鬼混。
就在大使館中舉行舞會，丹尼洛在大使的命令之下不得不來參加，當丹尼洛和漢娜兩人在舞會中見面時，開始互相指責對方的不是，而且互不相讓。但是其實在兩人心中卻仍是愛戀著對方，漢娜自己無法啟齒，而丹尼洛深怕旁人會誤以為他覬覦漢娜的財產。
但眼見著許多英俊的男士紛紛向漢娜邀舞，丹尼洛心中也不禁跟著焦慮起來，而幸運的是，到了最後，漢娜仍是選擇了丹尼洛做為舞伴，丹尼洛便趕走了在場所有的男士，與漢娜攜手共舞。

### 第二幕
翌日，在葛拉瓦利宅第的盛大晚會中，一場具東歐濃厚色彩的舞蹈後，漢娜為滿座的客人獻唱了一首故鄉的民謠「微莉亞之歌」。不久，丹尼洛也來到現場，漢娜要他說出真心話，然而卻在自尊心的作祟下不敢面對問題，於是兩人又開始爭吵了起來。接著，丹尼洛加入了男士們的行列之中，同聲唱出「如何對待女人」。在此之後，舞台上又剩下丹尼洛和漢娜兩人，兩人開始各退了一步，共同跳起圓舞曲，但在接下來卻沒有後續發展。
另一方面，傑塔男爵夫人瓦蘭仙妮不斷的被巴黎的花花公子卡密爾糾纏，她把寫著「我是良家婦女」的扇子交給卡密爾，但卡密爾卻不予理會，反倒不斷的以甜言蜜語引誘男爵夫人，最後兩人消失在花園的亭屋裡。
不知情的男爵在一旁津津有味的看著這對情侶，赫然間發現竟是自己的妻子，忍不住勃然大怒，憤怒的打開房門。但此時和卡密爾一起出現的竟然是漢娜，原來漢娜早在後門和男爵夫人交換，解救了夫人的危機，而獲悉此事的丹尼洛深受打擊，開始以緩慢而優美的旋律唱出古代王子與公主的故事，暗地裡向漢娜吐露真情，知道丹尼洛心意的漢娜顯得十分高興。

### 第三幕
隔日在宅第中，漢娜出點子把室內佈置成丹尼洛常去的麥克辛酒吧，在此展開華麗的康康舞曲（酒女之舞）做為餘興節目。大使告知丹尼洛說，如果漢娜嫁與他國之人，國庫勢必破產。聽到此一消息的丹尼洛決心要阻止漢娜和卡密爾結婚，而早已看穿丹尼洛內心的漢娜跟著丹尼洛唱起圓舞曲「雙唇雖然緘默，但小提琴在低訴」不久後，漢娜宣布亡夫的遺言，她將會失去所有的財產，聽到這話的丹尼洛大喜，不再顧忌會有覬覦其財產的嫌疑，正式向漢娜求婚。而漢娜則接著說，所有的財產將歸我新任丈夫所擁有。就在同時，大使發現了妻子所寫著「我是良家婦女」的扇子，彷若吃了一顆定心丸，也原諒了妻子。一切在就在活潑的合唱中結束了這一場歌劇。

## 影響
轻歌剧当时引起的轰动是有原因的：全新的理念，众多优美的曲调。有主见有能力的女主角周旋于男人的世界中，确实是当时很新奇的。
歌剧中的名曲俯拾皆是。最出名的曲调为：
- 《双唇静默》
- 《我要去Maxim》（Maxim就是一巴黎的俱乐部夜总会）
- 《Trippel, trippel, trippeltrapp》（Grisette之歌）
- 《嗯，研究女性是很难的》
- 《为祖国去继承，很好》
- 《微莉亞之歌》

## 链接
- 风流寡妇 (莫斯科，俄罗斯) 电影  （页面存档备份，存于）